# سیارک ۱۱۷۱
سیارک ۱۱۷۱ (به انگلیسی: 1171 Rusthawelia، نامگذاری:1930TA) هزار و صد و هفتاد و یکمین سیارک کشف شده‌است که در ۳ اکتبر ۱۹۳۰ کشف شد.
قدر مطلق سیارک برابر ۹٫۹۰ است.